# Саак Партев
Саак I Великий (арм. Սահակ Պարթև Исаак Партев (Парфянин); 348—439) — 10-й армянский католикос, с деятельностью которого связано начало перевода Библии на армянский язык. Автор предназначенных для пения проповедей и праздничных духовных гимнов на евангельские сюжеты. Канонизирован Армянской апостольской церковью в лике святых.

## Биография
По некоторым сведениям , родился в Константинополе, он был сыном католикоса Нерсеса и его род принадлежал к потомкам Григория Просветителя.
Саак Партев стал предстоятелем всех армянских христиан как раз в то время, когда значительная часть Армении перешла под власть Иранской империи. Правители Сасаниды, исповедовавшие зороастризм, пытались подавить национальное и религиозное своеобразие подчинённого армянского народа. Христианство оказалось единственной реальной силой, способствовавшей самоутверждению армянской культуры. Но для его укрепления армянам необходимо было иметь Священное Писание на родном языке, который в то время ещё не имел алфавита.
При поддержке Исаака Партева его сподвижник Месроп Маштоц создал армянскую письменность и начал перевод Библии. В основу были положены сирийские и греческие рукописи. Их доставляли в Армению специальные посланцы Саака. Группа переводчиков во главе с католикосом вскоре завершила работу над Ветхим Заветом, а Месроп один перевел весь Новый Завет. Саак Партев устраивал школы, издавал на армянском языке творения отцов Церкви и других писателей. С этого времени начинается быстрый рост армянской литературы. Как сообщает биограф Месропа Корюн, из школ, основанных святыми Сааком Партевом и Месропом, вышли многие учёные и писатели.
Архиепископ Филарет (Гумилевский) называет Саака Партева вторым после Григория Великого просветителем Армении.

## Интересные факты
- За всю историю ААЦ дольше Саака I на патриаршем престоле находился лишь Григор III Пахлавуни (1113—1166).
- В 2006 году — Московский армянский камерный хор выпустил новую звукозапись (CD), включающую цикл — «Армянская раннехристианская духовная музыка IV—VII веков» / Саак Партев (IV—V века) «Ahgavores, Tagavor», солист — Паркев Григорян.